# M5 (Republica Moldova)
M5 este o șosea în Republica Moldova, cu o lungime de 370 km. Drumul trece prin orașele importante ca Tiraspol, Chișinău, Bălți și Edineț, până la granița cu Ucraina prin Criva (nord-vest). În partea de sud transonul este continuat de traseul ucrainean M16 până la Odesa, iar în nord de N10 (ucrainean) până la Cernăuți. 
O parte din M5 se află sub controlul republicii separatise din Transnistria. Ca urmare, Guvernul Republicii Moldova nu gestionează această parte a drumului. 
Între granița de sud cu Ucraina și Chișinău M5 este parte a drumurilor europene E58 și E581. Între Bălți și Edineț acesta face parte din drumul european E583. 
În timpul Uniunii Sovietice, M5 era un important traseu rutier care conecta Odesa de Brest (Belarus) și a fost denumit M14.